# Poecilochroa
Poecilochroa là một chi nhện trong họ Gnaphosidae.